# Куаутитлан Искали
Куаутитла̀н Иска̀ли (на испански: Cuautitlán Izcalli, [kwawtiˈtlan isˈkaʎi]) е град в централно Мексико, щата Мексико. Населението му е около 531 000 души (2015).
Разположен е на 2280 метра надморска височина на Мексиканското плато, на 22 километра западно от Екатепек и на 27 километра северно от центъра на столицата Мексико. Селището е основано на 22 юни 1973 година като пилотен проект на правителството на президента Луис Ечеверия за създаване на автономни сателитни градове около столицата. Днес в града се намира автомобилен завод на американския производител „Форд Мотор Къмпани“.